# 루카 테스코니
루카 테스코니(세르비아어: Luca Tesconi, 1982년 1월 3일~)는 이탈리아의 사격 선수로 주 종목은 소총이다. 2012년 하계 올림픽에서 남자 10m 공기소총 종목 은메달을 획득했다.